# Clive Stafford Smith

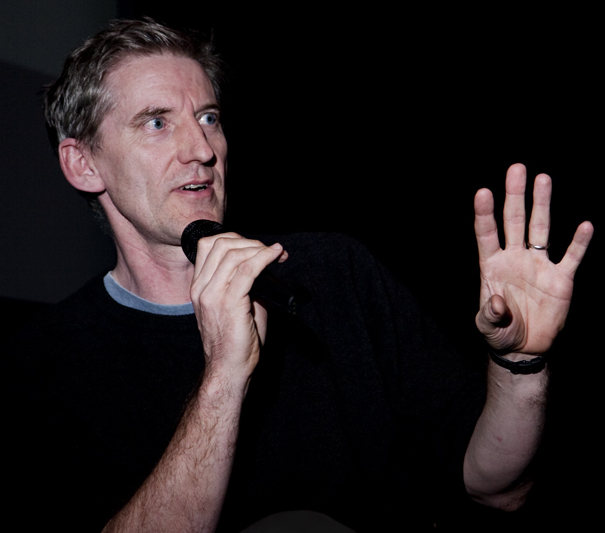

Clive Stafford Smith (9 juli 1959) is een Britse advocaat die gespecialiseerd is op het gebied van burgerrechten en de doodstraf in de Verenigde Staten. Hij staat onder andere enkele van de gevangen in het gevangenenkamp Guantanamo Bay bij.
In 2004 verhuisde hij van de VS naar het Verenigd Koninkrijk, hier werd hij juridisch directeur van de Britse tak van de non-profitorganisatie Reprieve. In 2005 ontving hij de 'Gandhi International Peace Price'.
Op 14 maart 2013 was hij te gast in Hier is... Adriaan van Dis. Hier sprak hij samen met presentator Adriaan van Dis over: zijn boek 'Onrecht', zijn werk als advocaat en zijn strijd tegen de doodstraf.

## Onderscheidingen
- Officier in de Orde van het Britse Rijk (2000)
- Eredoctoraat in de rechten aan de Universiteit van Wolverhampton (2001)
- Lifetime Achievement onderscheiding van The Lawyer Magazine (2003)
- Benjamin South Award van de ACLU van Louisiana (2003)
- Ghandhi International Peace Award (2005)
- Lannan Foundation culturele vrijheid onderscheiding (2008)
- Internationale persvrijheidsprijs (2009)
- International Bar Association's mensenrechten onderscheiding (2010)
- Eredoctoraat van de Universiteit van Bournemouth (2011)
- Eredoctoraat in de rechten van de Universiteit van Bath (2011)

## Publicaties
- Injustice: Life and Death in the Courtrooms of America (Harvill Secker, 2012), vertaald: Onrecht: leven en dood in de Amerikaanse rechtszaal (Atlas Contact, 2013)
- Bad Men: Guantánamo Bay and the Secret Prisons (Weidenfeld & Nicholson, 2007)
- The Eight O'Clock Ferry to the Windward Side: Fighting the Lawless World of Guantanamo Bay (Nation Books, 2007)
- Welcome To Hell: Letters and Writings from Death Row, edited by Helen Prejean, Clive Stafford Smith, and Jan Arriens (Northeastern; 2nd edition, 2004)